# Orthonyx novaeguineae
La colaespina papú (Orthonyx novaeguineae) es una especie de ave paseriforme de la familia Orthonychidae endémica de Nueva Guinea. Anteriormente se consideraba conespecífico de la colaespina de Temminck.

## Distribución y hábitat
Se encuentra únicamente en las montañas de la isla de Nueva Guinea. Su hábitat natural son los bosques húmedos tropicales de montaña.